# Отилия фон Шварцбург-Бланкенбург
Отилия фон Шварцбург-Бланкенбург (на немски: Ottilie von Schwarzburg-Blankenburg; * 11 септември 1495 в Зондерсхаузен; † 20 юни 1542) е графиня от Шварцбург-Арнщат-Бланкенбург и чрез женитба шенка и господарка на Лимпург-Шпекфелд в Бавария.
Тя е най-голямото дете на граф Гюнтер XXXIX фон Шварцбург-Бланкенбург (1455 – 1531) и съпругата му графиня Амалия фон Мансфелд (1473 – 1517), дъщеря на граф Фолрад III фон Мансфелд-Рамелбург († 1499) и графиня Маргарета фон Хонщайн-Фирраден († 1508).
Отилия фон Шварцбург-Бланкенбург умира на 20 юни 1542 г. на 46 години.

## Фамилия
Отилия фон Шварцбург-Бланкенбург се омъжва на 7 юни 1523 г. в Арнщат за наследствения шенк Карл I Шенк фон Лимпург-Шпекфелд (* 4 март 1498; † 2 септември 1558), най-големият син на шенк Готфрид I Шенк фон Лимпург-Оберзонтхайм (* 1 юни 1474; † 9 април 1530) и Маргарета Шлик цу Басано-Вайскирхен († 1538/1539). Те имат четири деца:
- Отилия фон Лимпург-Шпекфелд (1525? – 152?)
- Георг фон Лимпург-Шпекфелд (1527? – 152?)
- Филип Карл фон Лимпург-Шпекфелд (1530? – 153?)
- София фон Лимпург-Шпекфелд (* 24 март 1535 в Шпекфелд; † 23 август/13 септември 1588 в Рюденхаузен), омъжена на 16 август 1557 г. в дворец Шпекфелд за граф Георг II фон Кастел (* 16 ноември 1527; † 12 ноември 1597)

Нейният съпруг Карл I фон Лимпург-Шпекфелд се жени втори път 1543 г. за вилд и Райнграфиня Аделхайд Кирбург († 12 октомври 1580) и има с нея девет деца.